# Rathaus Boizenburg

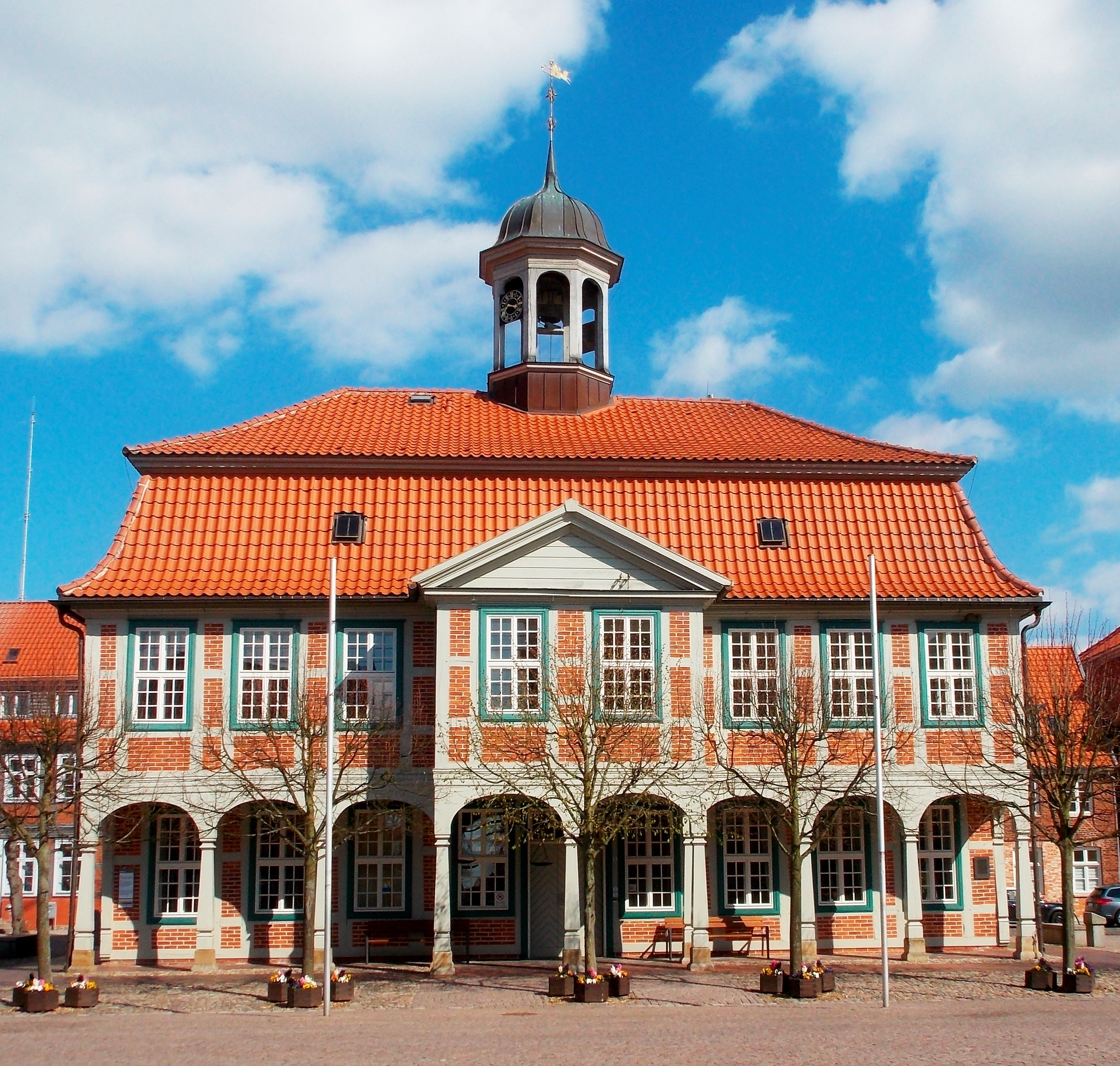
Rathaus Blick auf die Arkaden.

Das Rathaus von Boizenburg wurde 1712 errichtet. Es befindet sich im Stadtkern von Boizenburg/Elbe, direkt auf dem Marktplatz in unmittelbarer Nähe zur Stadtkirche St. Marien.

## Geschichte

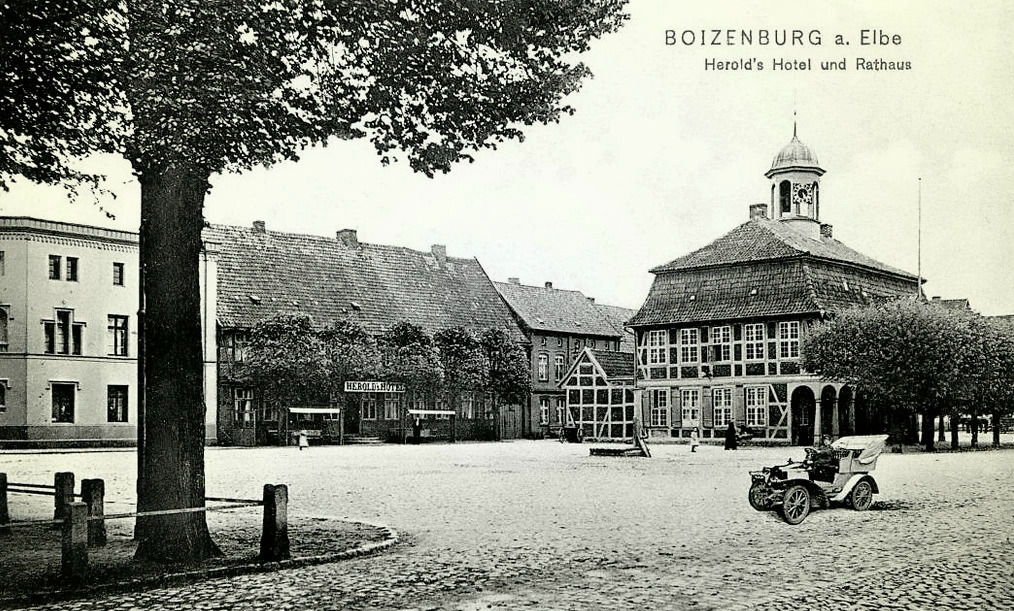
Boizenburger Rathaus um 1904.

In der Nacht vom 15. auf den 16. Oktober 1709 fiel das alte Rathaus dem verheerenden Stadtbrand zum Opfer. Der Wiederaufbau der Stadt sollte viele Jahre andauern.
Ingenieur-Kapitän Jacob Reutz entwarf noch vor seinem Ableben den Grundriss der wieder aufzubauenden Stadt, von der das Rathaus ein wichtiger Bestandteil war. Schließlich wurde auch das Rathaus im Jahr 1712 als barockes Fachwerkhaus neu errichtet. Entsprechende Geldmittel zum Wiederaufbau des Rathauses in Höhe von ca. 700 Reichstalern fehlten der Stadt allerdings. Der damalige Ratsherr und Stadtkämmerer Runge unterstützte daher den Wiederaufbau mit privaten Geldmitteln.
Im Rathaus befanden sich im 18. Jahrhundert die Ratsstube und die Gerichtsstube, beide im Obergeschoss gelegen. Im Erdgeschoss wohnte hingegen der Ratskellerwirt mit seiner Familie.
Die Gerichtstage wurden zweimal in der Woche in der Gerichtsstube des Rathauses abgehalten. Die Stadt hatte auch eine eigene Kriminal-Gerichtsbarkeit, die ebenso in der Gerichtsstube des Rathauses ihre Gerichtstage abhielt. Erst mit dem Bau des neuen Amtsgerichts erhielten die Gerichte eigene Räumlichkeiten. Unterhalb des Rathauserkers befand sich zudem der Pranger, an dem mittels Halseisen und Kette der Verurteilte zur Schau gestellt wurde. So wurde das Rathaus nicht nur zum Ort der Verurteilung, sondern auch Ort der Verbüßung der auferlegten Strafe.
Im 18. und 19. Jahrhundert bot sich den Stadtbürgern ein besonderes Ritual, das täglich am Fenster des Rathauserkers vollzogen wurde. Dort spielte der Stadtmusikus am Vormittag und am Abend mit seinem Blasinstrument ein Signal.
Die Rathausglocke diente wiederum zum Herbeirufen der Bürger zur Versammlung, bei Bekanntmachungen wie Bürgermeisterwahlen und ähnliches. Während sie heute im Verbund mit dem Schlagwerk der Turmuhr die Stunde verkündet.
Im 18. Jahrhundert bestand der Boizenburger Magistrat aus zwei Bürgermeistern und den vier Ratsmitgliedern. Die Boizenburger Bürger waren durch zwei Bürgersprecher und zehn Bürger vertreten. Der sogenannte Kassenbürger überwachte die städtischen Einnahmen und Ausgaben. Dieser Rat trat zweimal in der Woche zusammen, jeweils am Vormittag. Er traf sich in der Ratsstube, im Obergeschoss des Rathauses. Auch für den Fall einer Verhinderung des Bürgermeisters war vorgesorgt, so trat in diesem Fall immer der älteste Ratsmann die Vertretung an.
Anfang der 1840er Jahre änderte sich die Zusammensetzung des Boizenburger Magistrats. So gab es jetzt nur noch einen Bürgermeister. Der Rat bestand aus einem Stadtsekretär und drei Ratsmännern und der Bürger-Ausschuss setzte sich aus 12 Mitgliedern zusammen.
Am 9. August 1938 wurde das barocke Rathaus vom Feuer heimgesucht. Der Dachstuhlbrand konnte dank der neuen Drehleiter der Feuerwehr schnell gelöscht werden. Schäden blieben allerdings nicht aus, so wurde das aus dem Jahr 1870 stammende Uhrwerk der Rathausuhr beschädigt. Das Uhrwerk konnte jedoch vom Boizenburger Uhrmachermeister Otto Heise wieder instand gesetzt werden. Auch die baulichen Brandschäden wurden zeitnah behoben.
Die Gefahr von Hochwasser war allgegenwärtig. So wurde das Rathaus immer wieder Opfer der Elbefluten.
Neben den Räumlichkeiten des Bürgermeisters beherbergt das Rathaus auch das Standesamt der Stadt. In den letzten Jahren wurden die Räumlichkeiten des Rathauses zudem für kulturelle Veranstaltungen und Kunstausstellungen zur Verfügung gestellt.

## Architektur
Das frei stehende Rathaus auf dem Marktplatz ist eines der bedeutendsten Beispiele der barocken Fachwerksbaukunst seiner Zeit. So wie es des Öfteren östlich von Elbe und Oder zu finden ist, steht das Rathaus frei auf dem Marktplatz, beispielhaft hierfür sind die Rathäuser von Demmin und Greifswald. Der Rathausneubau wurde teilweise auf dem Kellergewölbe des durch den Stadtbrand zerstörten Vorgängerbaus errichtet.
Das mit einem hellgrauen Anstrich versehene Fachwerk Rathaus ist mit Ausfachungen aus rotem Backstein versehen. Der zweigeschossige Fachwerkbau besitzt an der Schauseite einen Laubengang, der vom Gebälk der Arkaden getragen wird. Unter dem Mittelerker mit Dreiecksgiebel befindet sich das Hauptportal. Ursprünglich war über diesem Hauptportal das von zwei Löwenfiguren gehaltene und aus Holz gearbeitete Stadtwappen angebracht. An der Südseite des Gebäudes findet sich hingegen eine Sonnenuhr, welche mit der Jahreszahl 1768 versehen ist.
Das abgewalmte Mansarddach wird von einem offenen achtseitigen Laternentürmchen mit geschweifter Haube abgeschlossen. Im Turm befindet sich neben der Glocke auch das Schlagwerk der Rathausuhr, deren Uhrwerk jedoch unterhalb des Turmes untergebracht ist. Die Turmbekrönung bildet eine vergoldete Wetterfahne mit Burg und Einhorn.
Auch heute ist das Rathaus mit einer Länge von 18,5 Meter und einer Gesamthöhe von ungefähr 22 Meter der repräsentative Mittelpunkt der Boizenburger Altstadt.

### Rathausglocke
Die reich verzierte Glocke wurde 1711 von Wanderglockengießer Caspar Henrich Castehl in Boizenburg gegossen. Unterhalb der Akanthusblattverzierungen trägt die Bronzeglocke folgende Umschrift: „ME•FECIT•C•H•CASTELL•ANNO•1711“. Hierbei handelt es sich um das Gießersignum des Glockengießers, der sich auch mit seinem Wappen an der Glocke verewigte.
Im selben Jahr goss Caspar Henrich Castehl eine weitere Glocke für die Boizenburger St.-Marien-Kirche und eine Glocke für die Lauenburger Maria-Magdalenen-Kirche.

### Restaurierung

#### Baumaßnahmen 1789
Mit den Jahren zeigten sich am Rathaus erste Bauschäden bzw. Feuchtigkeitsschäden. Die zu beseitigenden Mängel waren hauptsächlich auf das Hochwasser von 1771 zurückzuführen, welches bis zum Markt vordrang. 1789 wurden daher umfangreiche Reparatur- und Verschönerungsarbeiten am Rathaus ausgeführt.

#### Restaurierung 1993–1996
Von 1993 bis 1996 wurde das Rathaus im Rahmen der allgemeinen Stadterneuerung grundlegend saniert und in seiner ursprünglichen Form von 1712 wiederhergestellt. So erhielten die Ausfachungen wieder ihre Rotfarbigkeit und das Fachwerk seinen hellgrauen Anstrich, die Farbgestaltung der 1930er Jahre gehörte nunmehr der Vergangenheit an.
Auch die im 19. Jahrhundert hinzugefügten Anbauten – an der Rückseite des Gebäudes – wurden im Zuge der Baumaßnahmen abgebrochen.
Die feierliche Einweihung des restaurierten Bauwerks fand am 26. Januar 1996 statt. In Anwesenheit des Bürgermeisters Uwe Wieben und zahlreicher Gäste wurde im alten Kellergewölbe die Urkunde zum Baugeschehen eingemauert. Dieser feierliche Akt bildete den Abschluss der umfangreichen Restaurierungsarbeiten.
Die Gesamtkosten der Restaurierungs- und Baumaßnahmen betrugen insgesamt 3,5 Millionen DM. Eindrucksvoll sind auch die statistischen Angaben zur Arbeitsleistung und den verwendeten Baumaterialien, wie folgende Statistik veranschaulicht.
| Bezeichnung       | Menge o. Anzahl |
| ----------------- | --------------- |
| Arbeitsstunden    | ca. 20 900 Std. |
| Mauerziegel       | 17 280 Stk.     |
| verw. Eichenholz  | 22 m³           |
| verw. Kiefernholz | 43 m³           |
| Dachziegel        | 5 460 Stk.      |
| Fensterscheiben   | 929 Stk.        |

## Sonstiges
Anfang der 1960er Jahre war auch die Volkspolizei in den Räumlichkeiten des Rathauses ansässig. Anscheinend aus gesteigertem Sicherheitsbedürfnis heraus, sollten Sicherungsgitter vor den Fenstern des Untergeschosses montiert werden.
Der damalige Rat der Stadt Boizenburg intervenierte daraufhin beim Institut für Denkmalschutz der DDR, in diesem Fall die letzte Möglichkeit den Eingriff zu verhindern. Das Institut betrachtete solchen Eingriff als „Verschandelung“ des Rathauses und lehnte derartige Veränderungen an der Baustruktur ab.

## Galerie

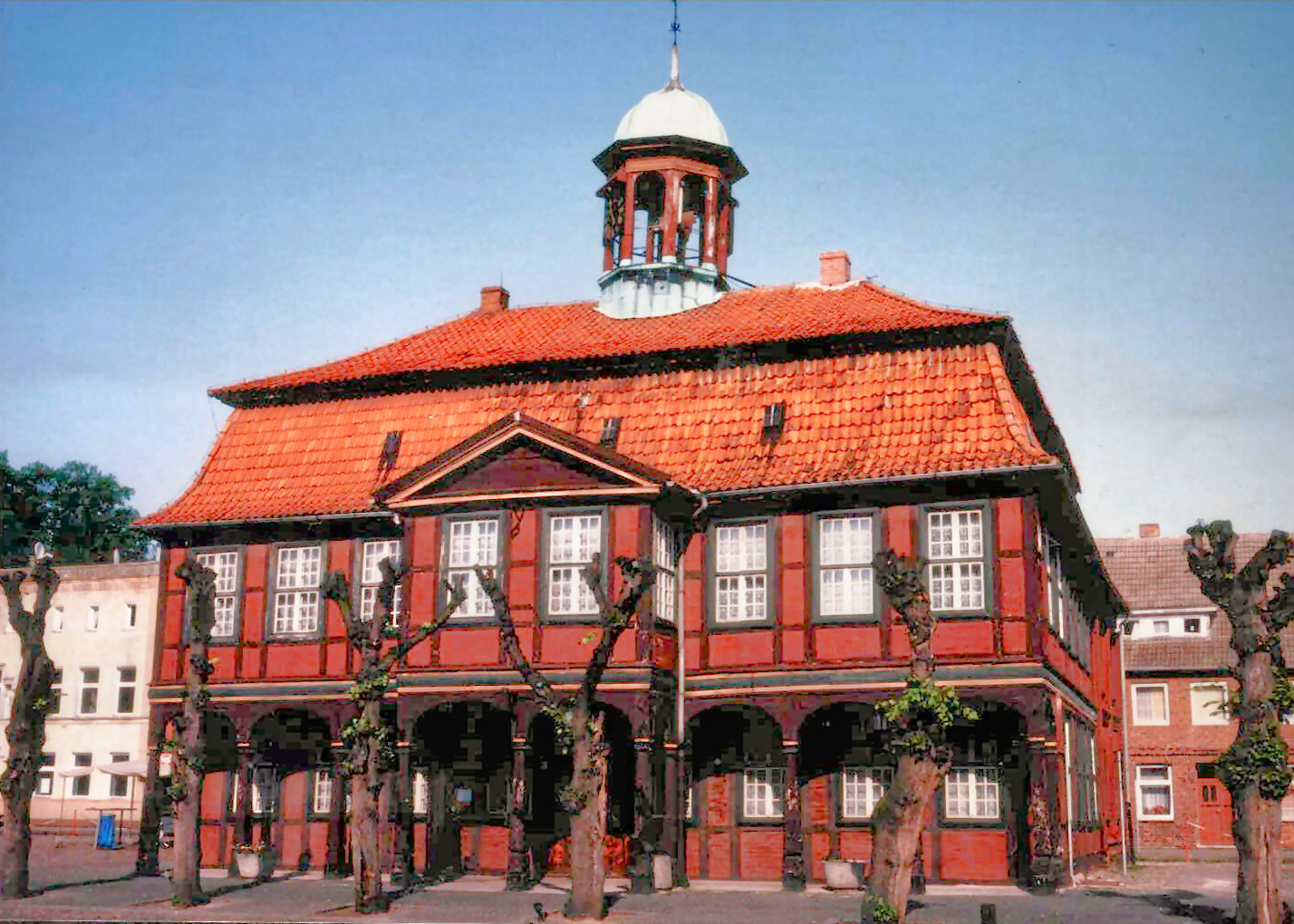
Rathaus 1992
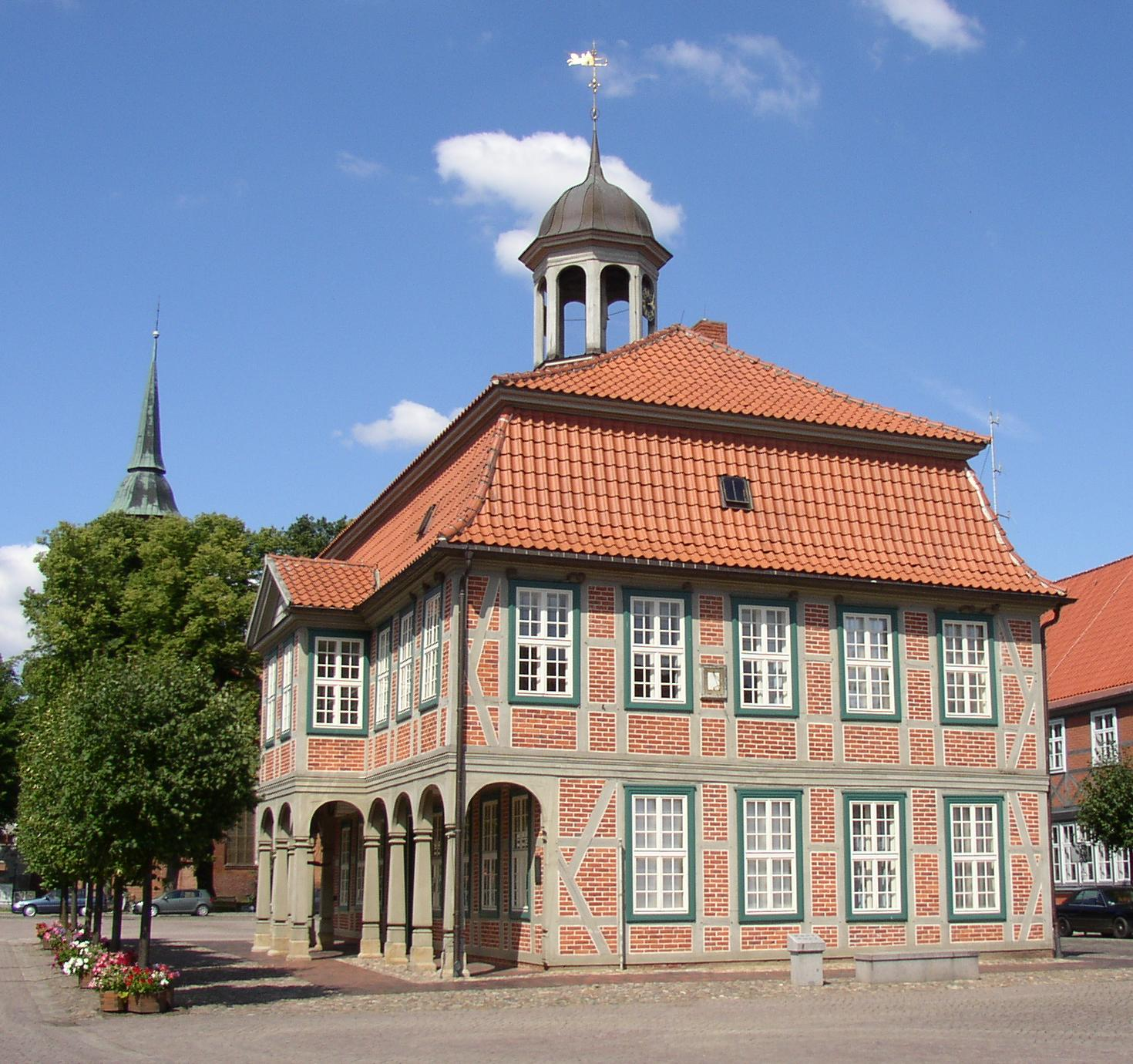
Rathaus 2008
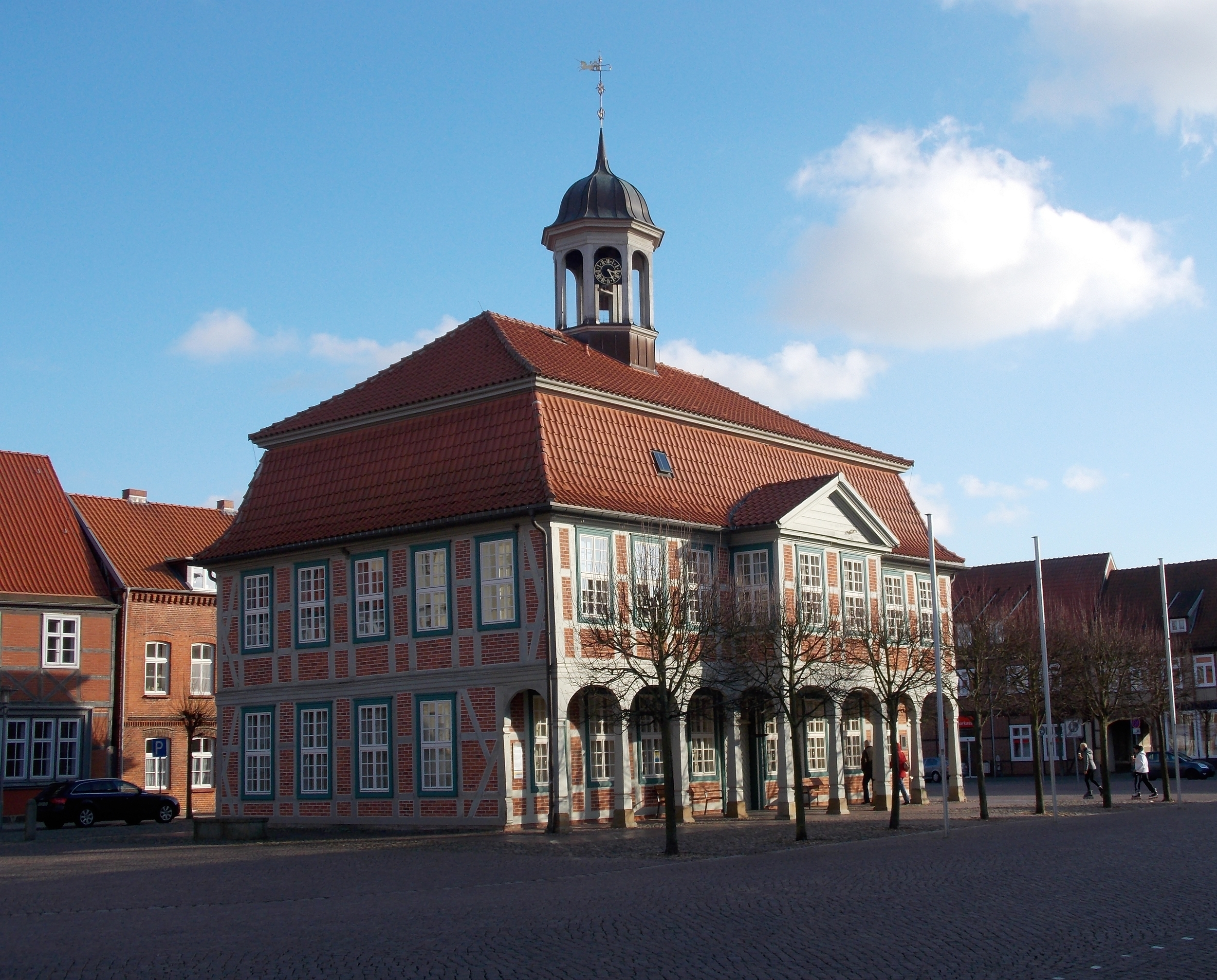
Rathaus 2015
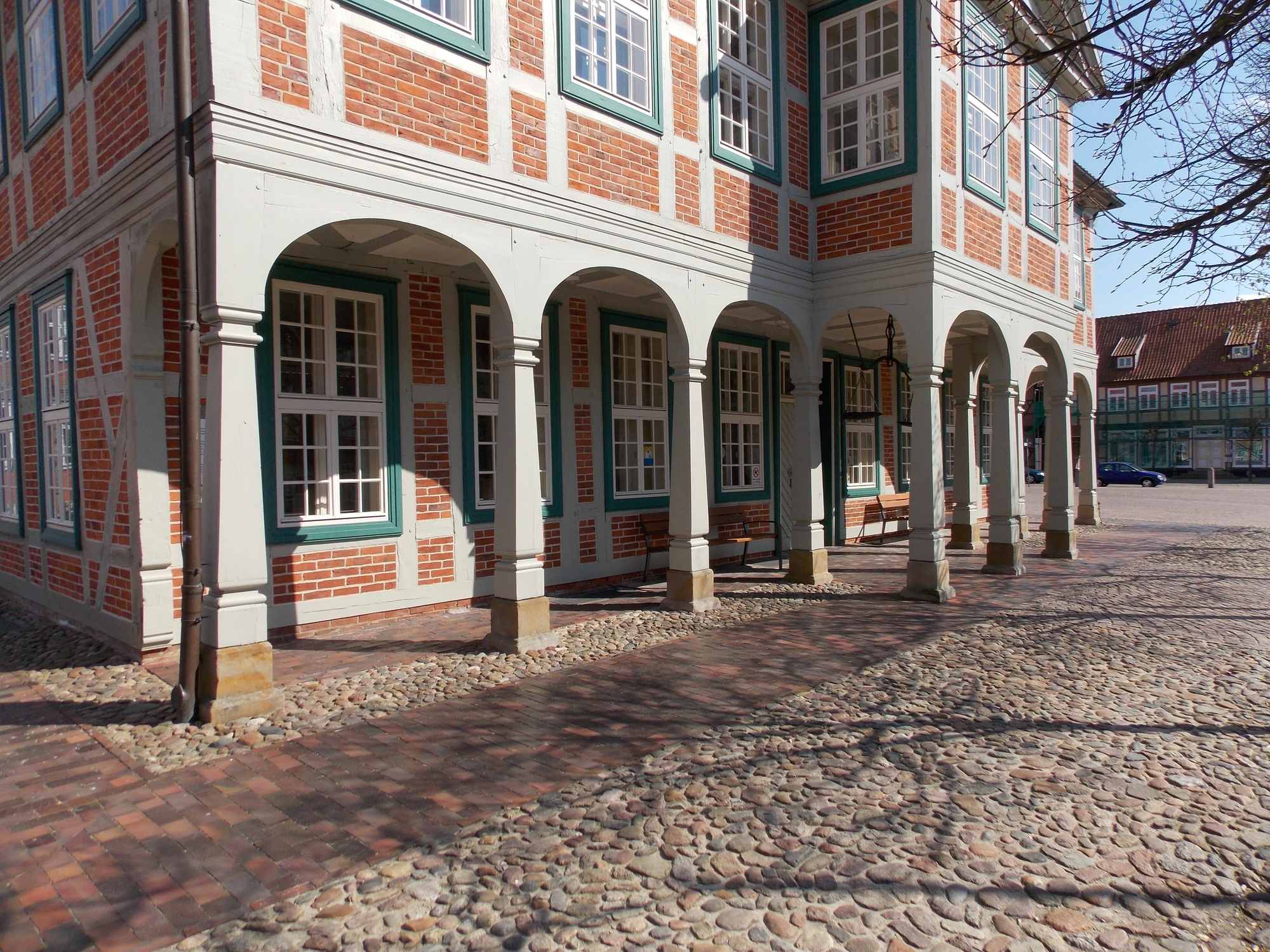
Laubengang und Arkaden
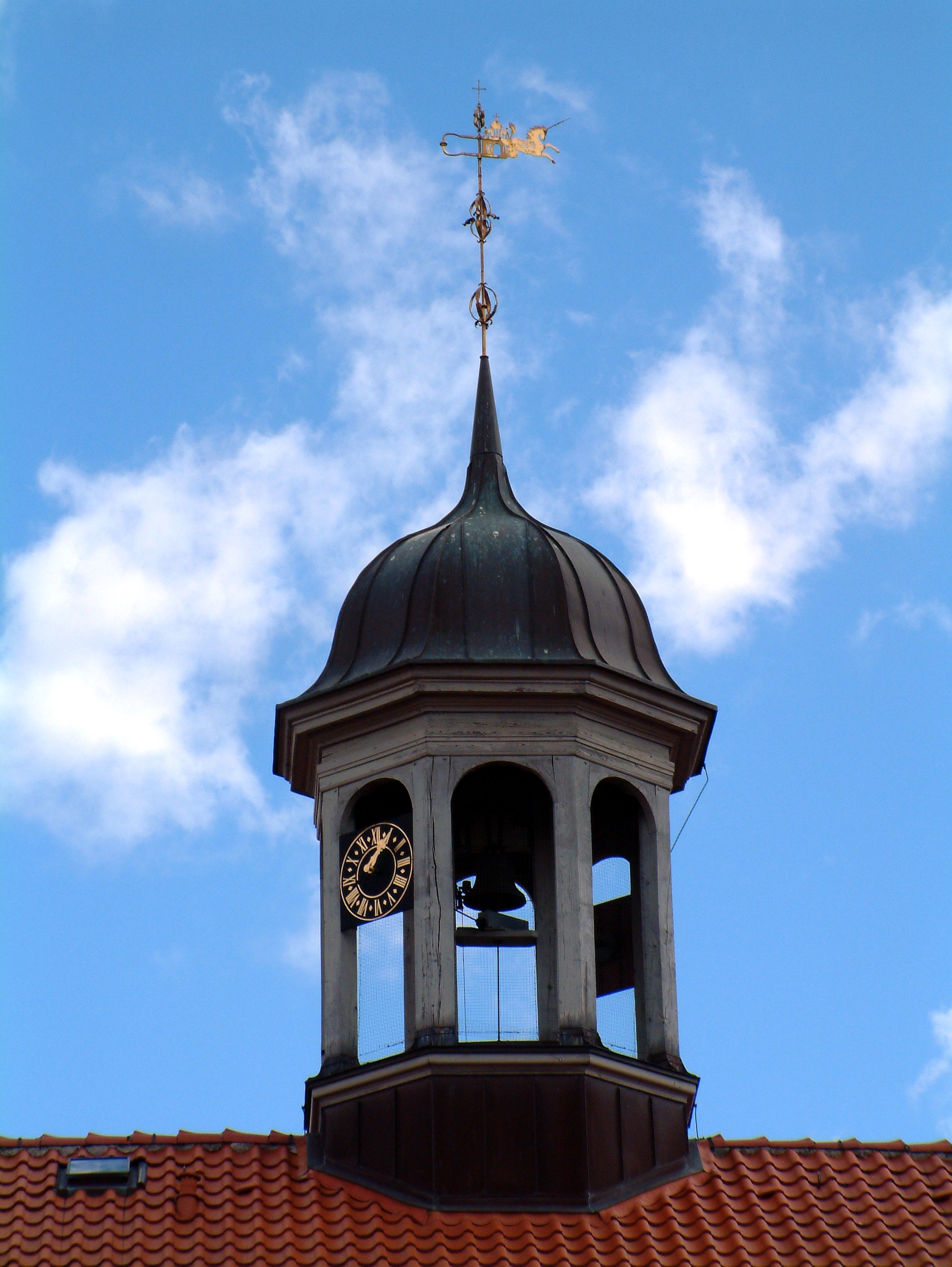
Laternentürmchen
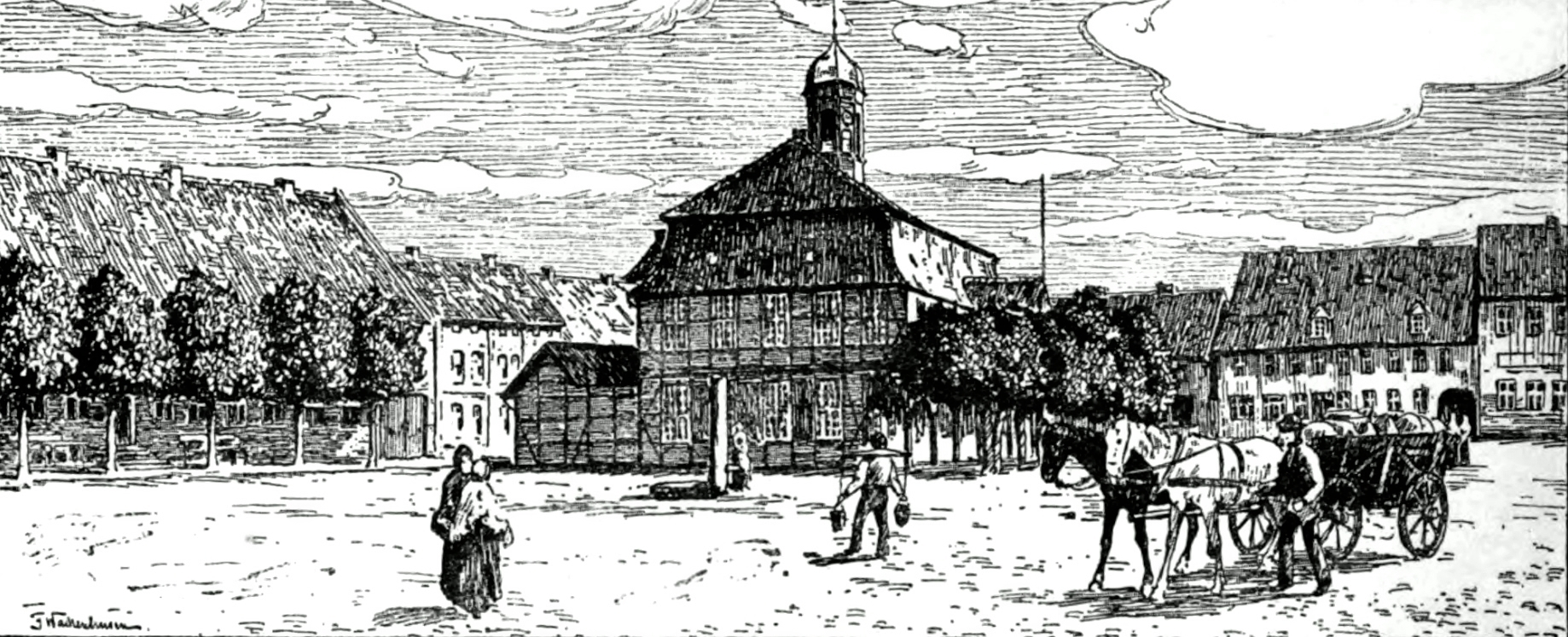
Friedrich Wachenhusen: Zeichnung des Rathauses